# Tàu ngầm lớp Sutjeska
Tàu ngầm lớp Sutjeska là loại tàu ngầm điện-diesel được đóng cho lực lượng hải quân Nam Tư cuối những năm 1950. Đây là một trong những tàu ngầm đầu tiên được thiết kế và đóng tại Nam Tư. Trong năm 1957 đến 1962 hai chiếc tàu ngầm lớp này đã được đóng tại Uljanik Yard ở Pula là P811 Neretva và P812 Sutjeska, tên của chúng được đặc theo tên hai con sông tại Nam Tư. Nó có thiết kế với các tính năng của các tàu ngầm hoạt động trong chiến tranh thế giới thứ hai. Các tàu ngầm đã phục vụ trong những năm 1960 đến những năm 1970 với hàng loạt các nâng cấp trong đó có việc lắp đặt thêm hệ thống sóng âm do Liên Xô chế tạo. Hai chiếc tàu ngầm được cho ra khỏi biên chế năm 1980 và đưa vào sử dụng cho việc huấn luyện, chúng bị tháo dỡ năm 1987.